# In Loving Memory
In Loving Memory ist eine 2005 gegründete Death-Doom- und Gothic-Metal-Band.

## Geschichte
Im August 2005 gründeten Mitglieder der baskischen Extreme-Metal-Bands Forensick und Lost Emotions In Loving Memory. Einige Monate nach der Gründung bestritt die Band mit der im Sopran singenden Alaitz B. Isusi erste Auftritte. Im November 2006 nahm In Loving Memory dann ein selbstbetiteltes Demo mit der Sängerin auf. Trotz Anerkennung für die Veröffentlichung kehrte die Band zur ursprünglichen Besetzung zurück und Gründungsmitglied Juanma Blanco übernahm den Gesang der Aufnahmen des Debütalbums Tragedy & Moon. Es folgten personelle Wechsel sowie ein Vertrag mit dem Solitude-Productions-Subunternehmen BadMoodMan Music zur Veröffentlichung des zweiten Albums Negation of Life. Im Jahr 2014 erschien mit der EP Redemption die Folgeveröffentlichung über das italienische Label House of Ashes Productions. Zwei Jahre nach der Veröffentlichung der EP begann die Band, ein Folgealbum aufzunehmen. Nach weiteren Umbesetzungen schloss In Loving Memory 2021 einen Vertrag mit Funere, wo 2022 The Withering erschien. Insbesondere dieses Album erfuhr international hohe Anerkennung. Während Rezensionen zu Negation of Life durchschnittlich ausfielen und die Musik als „nicht besonders originell, dafür aber im Ansatz exotisch“ beurteilt wurde, lobten Rezensenten The Withering als großartig, episch, riesig und brillant. So sei es das beste Album der Band.

## Stil
Die Musik von In Loving Memory variiert zwischen Melodic Death Doom und Gothic Metal mit progressiven Anleihen.
Dabei lege die Band „viel Wert auf Melodien“. Growling wird mit gesprochenen Passagen gepaart. Das Gitarrenspiel kombiniert melodische Leads und Akustikspiel mit dem Riffing des Melodic Death Doom.

## Diskografie
- 2006: In Loving Memory (Demo, Selbstverlag)
- 2008: Tragedy & Moon (Album, Selbstverlag)
- 2011: Negation of Life (Album, BadMoodMan Music)
- 2014: Redemption (EP, House of Ashes Productions)
- 2022: The Withering (Album, Funere)